# Castor (Berg)
Castor, ital. Castore, ist der höhere der beiden Zwillinge genannten Hochgipfel in den Walliser Alpen, direkt südöstlich des von NNW ähnlich aussehenden, aber kleineren Pollux. Der Castor ist 4225 m hoch. In westlicher Richtung reiht sich Pollux und Breithorn und in östlicher Richtung Felikhorn, Liskamm und Monte Rosa in die Reihe der Viertausender ein. Die Zwillinge Castor und Pollux werden durch das Zwillingsjoch (ital. Passo di Verra, 3846 m ü. M.) getrennt. Die italienisch-schweizerische Grenze zwischen dem Kanton Wallis und der Region Aostatal verläuft zwischen Pollux über den Castor zum Liskamm entlang des Grats mit Ausnahme des Felikhorns (Gipfel in Italien).
Die Benennung der Zwillinge als Castor und Pollux erfolgte in Anlehnung an die Dioskuren der griechischen Mythologie, Castor und Pollux.
Die Erstbesteigung erfolgte am 23. August 1861 durch F. W. Jacomb und William Mathews mit dem Führer Michel Croz.
Die Besteigung erfolgt in der Regel von der italienischen Capanna Quintino Sella über das Felikjoch und den langen und schmalen Südostgrat (Normalweg, WS) oder (wenn man aus der Schweiz kommt) vom Klein Matterhorn über den Grande Ghiacciaio di Verra und die Westflanke. Unterhalb des Gipfels muss hierzu eine schräg nach unten verlaufende Spalte überquert werden. Jedoch kann der Castor auch über den Liskamm von Zermatt aus bestiegen werden. Dies ist jedoch ein relativ gefährlicher Weg, da es aufgrund des Föhnwindes zu gefährlichen Schneekuppen kommen kann, die leicht mit dem Liskamm bzw. dem Gornergrat verwechselt werden. Vom Castor gibt es eine schnelle aber gefährliche Skiabfahrt über den Zwillingsgletscher nach Zermatt.

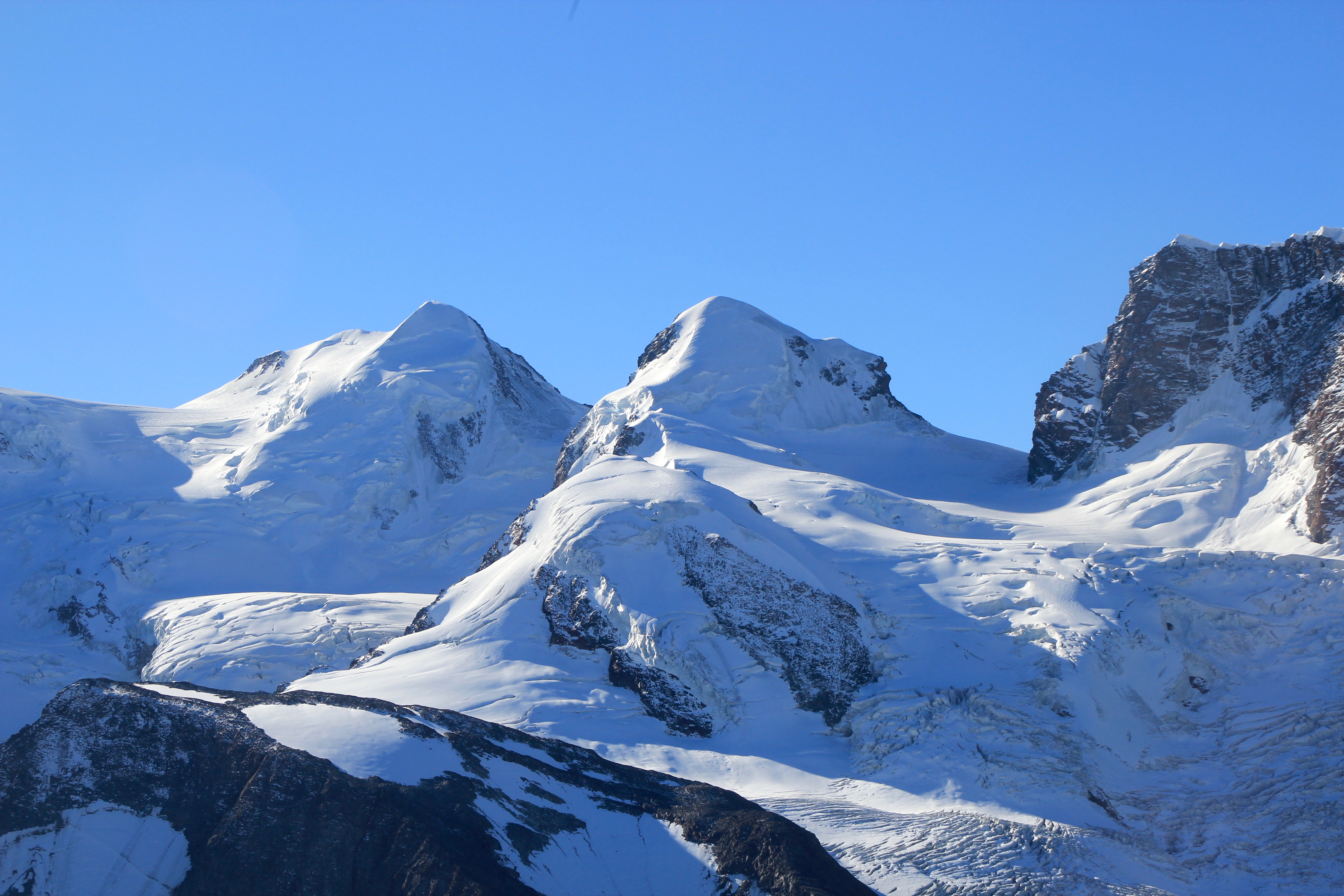
Castor (links) und Pollux
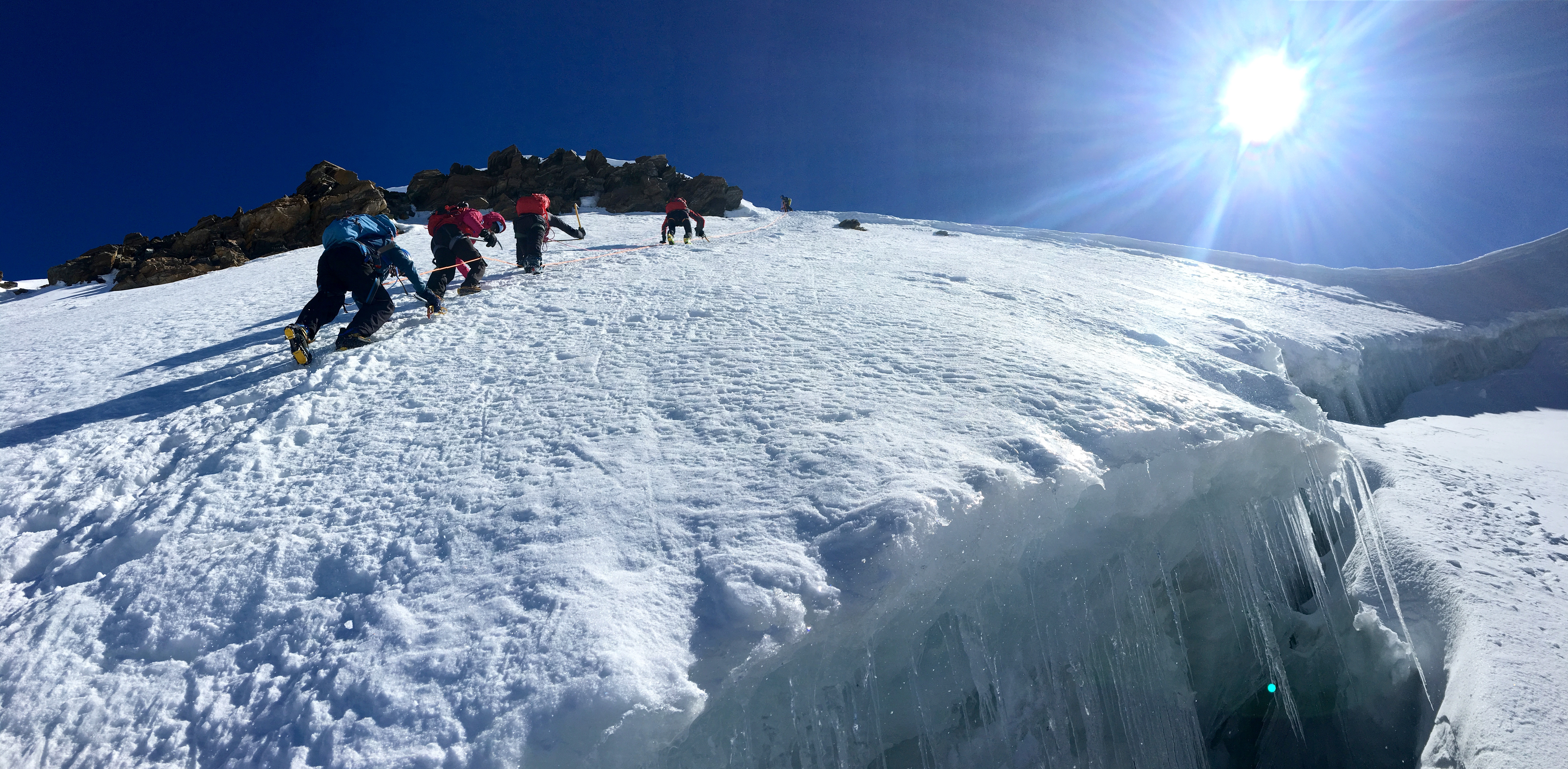
Castor Aufstieg Westflanke
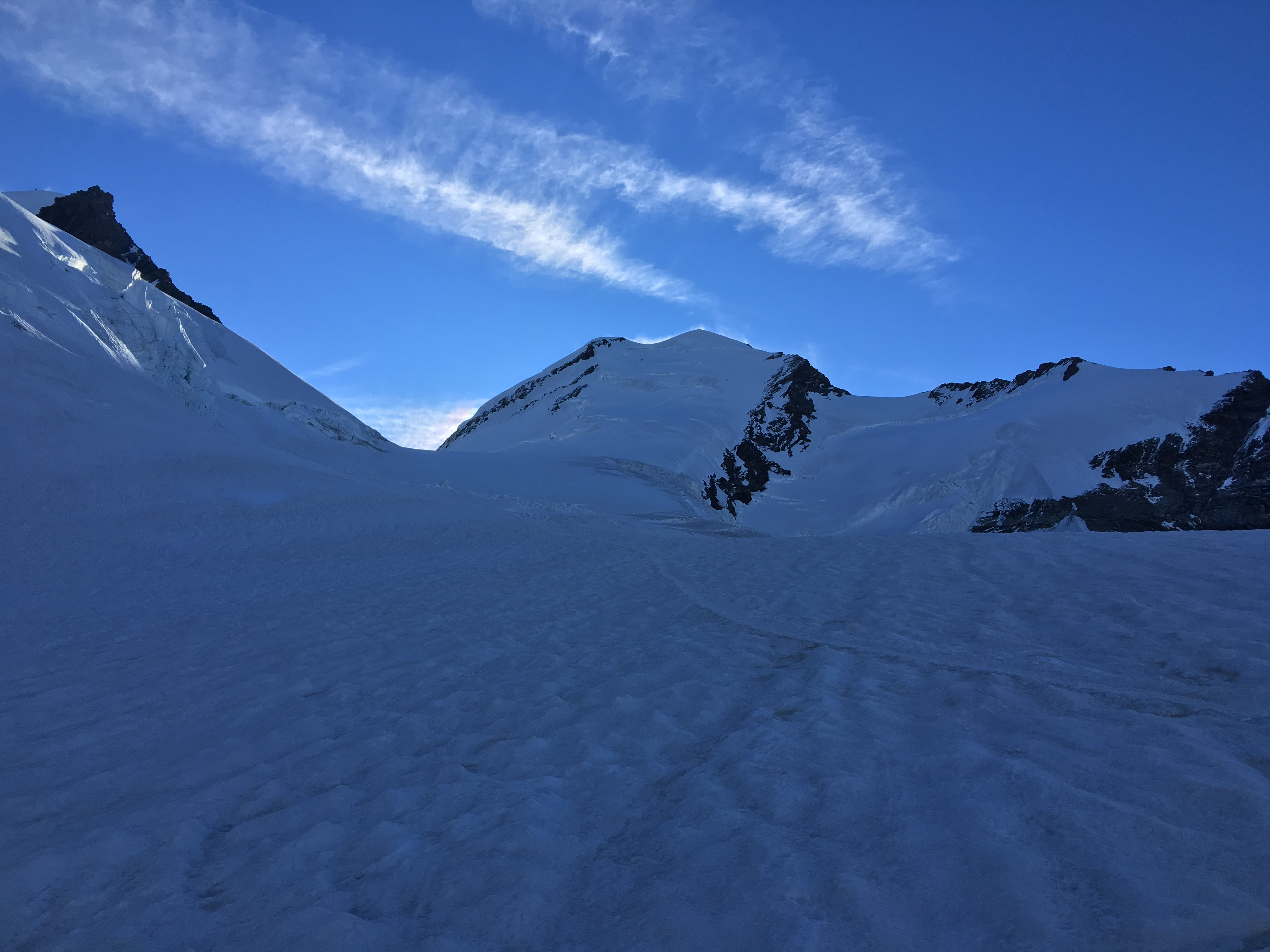
Castor Westseite vom Grossen Verragletscher aus
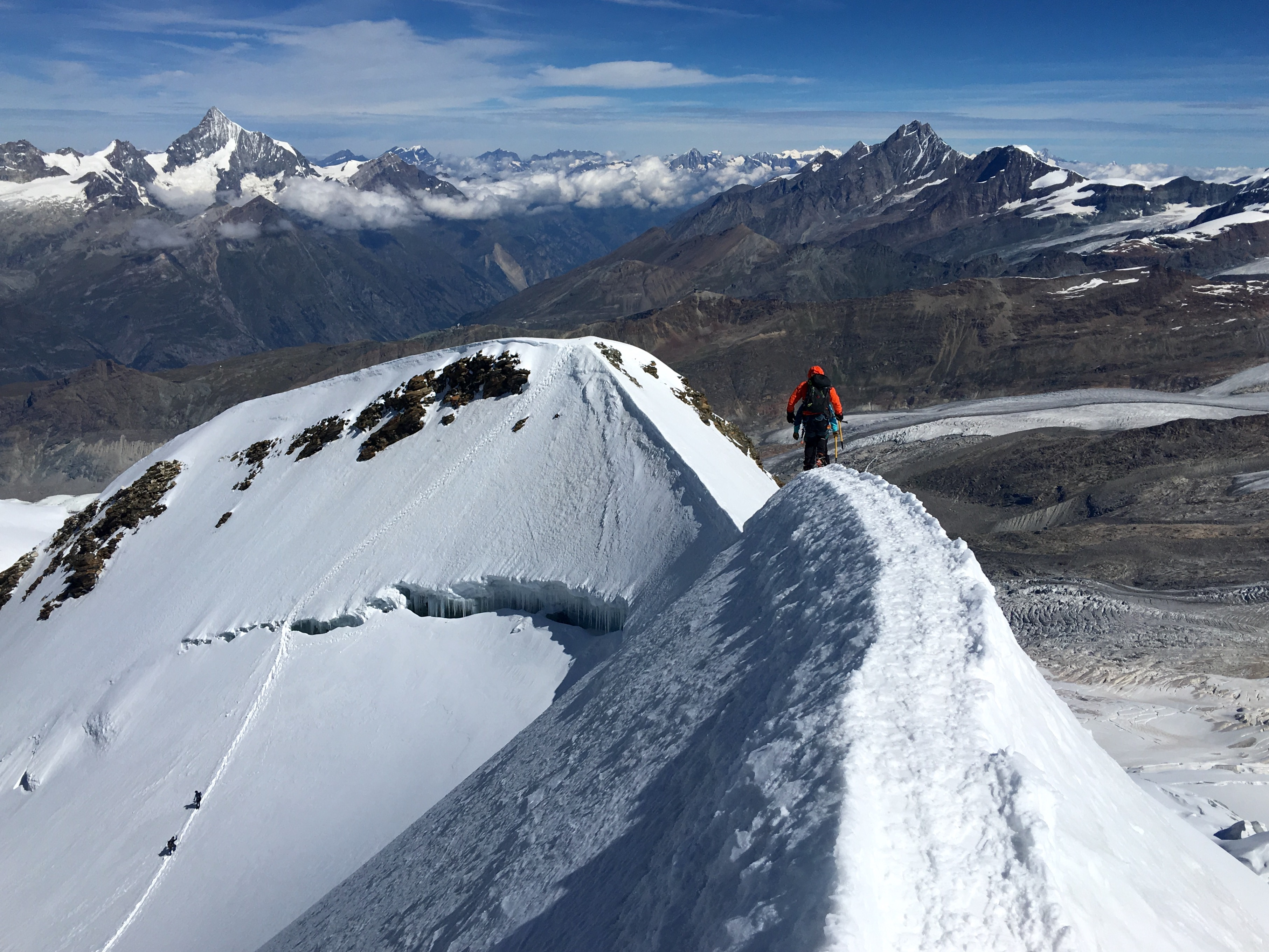
Castor Nordgrat vom Gipfel aus gesehen